# Loch Baghasdail
Ne doit pas être confondu avec Lochboisdale.
Le Loch Baghasdail est un loch du Royaume-Uni qui se trouve en Écosse. Il s'avance dans le sud de l'île de South Uist et a donné son nom au village de Lochboisdale.

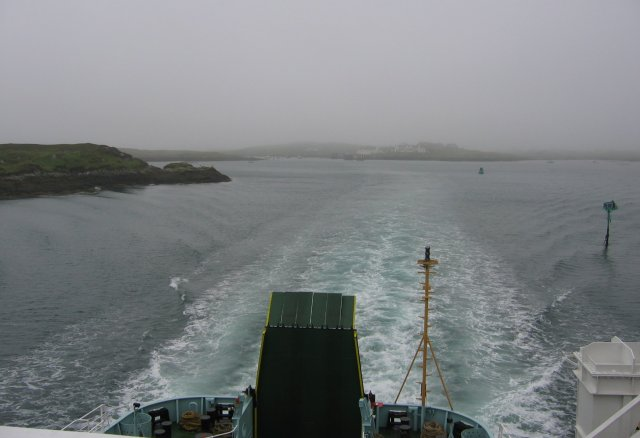
Vue du Loch Baghasdail depuis un ferry à hauteur de Gasaigh (à gauche) avec Lochboisdale dans le lointain.